# Knarr

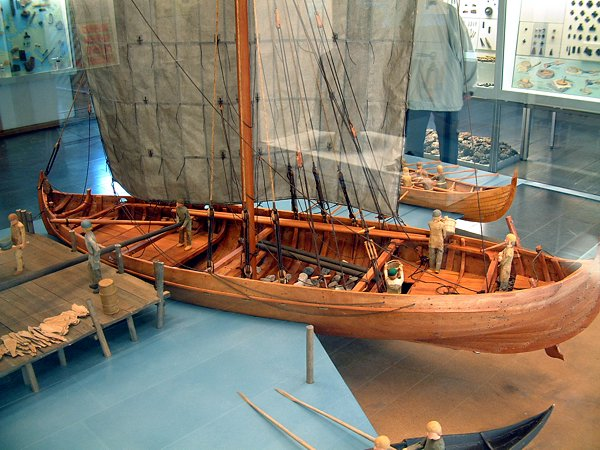
Model d'un knarr al Museu Viking de Hedeby, a Alemanya

El knarr —també conegut com a knorr o knörr, en nòrdic antic knǫrr— era un tipus de vaixell mercant nòrdic usat pels vikings, del mateix tipus de construcció que els drakars, karvs, snekkes i færings.

## Descripció
Knarr és el terme nòrdic per als vaixells que van ser construïts per als viatges per l'Atlàntic. Eren vaixells de càrrega, de buc tinglat, amb una eslora de 16 metres, una mànega de 4,5 metres i amb una capacitat de càrrega de fins a 24 tones.
Servia principalment per al transport de béns de comerç com a vori, llana, fusta, blat, pells i cuirs, armadures, esclaus, mel i armes. També es va utilitzar per proveir menjar, beguda i armes als guerrers i comerciants durant els seus viatges per la mar Bàltica, la mar Mediterrània i d'altres mars. Els knarr creuaven rutinàriament l'Atlàntic Nord carregant bestiar i provisions per als assentaments nòrdics a Islàndia i Groenlàndia, així com béns per als llocs de comerç a les Illes Britàniques, Europa continental i possiblement Orient Mitjà. El knarr potser va ser utilitzat per a colonitzar Islàndia, Groenlàndia i Vinland (costa de Terranova) i va ser possiblement el mateix tipus de veler en el qual els primers colons europeus van sortir cap a Amèrica del Nord.

## Característiques

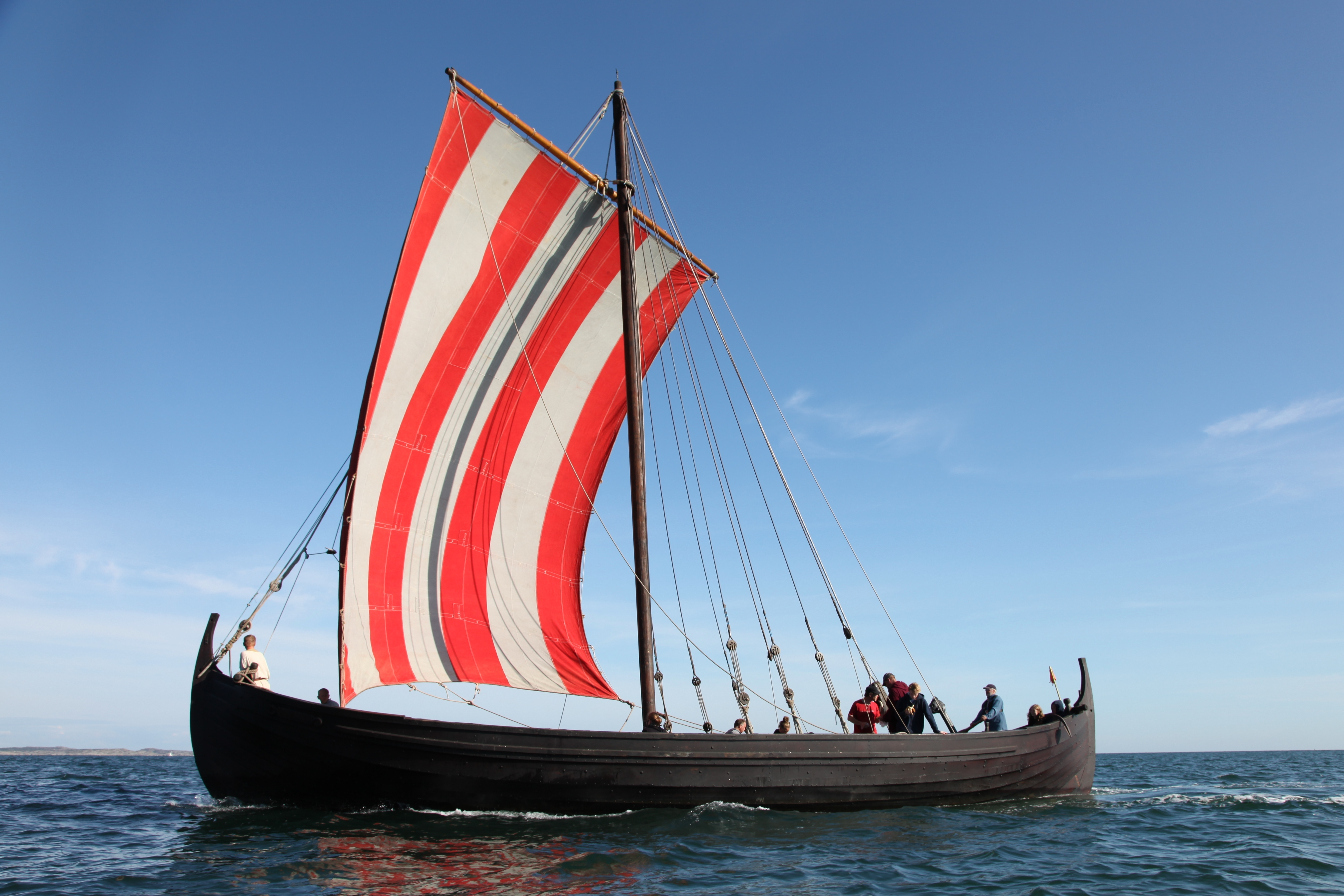
Un dels vaixells de Skuldelev, restaurat

El knarr era més aplanat que el drakar, proveït de rems i vela, amb capacitat per a unes trenta persones, bestiar i el farratge sec per a la seva alimentació, aigua potable, peix sec i carn salada. Com els drakar, portaven penjats els escuts a babord i estribord que retiraven i guardaven al celler durant els trajectes comercials. Equipaven tendes que podien muntar a coberta o a l'exterior quan feien una parada per pernoctar si les condicions ho permetien. Els cabdills portaven llits desmuntables. Cada remer tenia un cofre amb els seus efectes personals, que feia servir com a seient. La tripulació tenia uns sacs de pell de morsa anomenats hudfat, on guarden els seus equipaments i armes, però que també utilitzaven com a sacs de dormir. Eren més lents i menys maniobrables que un vaixell de guerra, però a canvi podien transportar grans pesos.
L'únic knarr ben conservat es va trobar el 1962, en un canal poc profund en el fiord de Roskilde, a Dinamarca, amb altres dos vaixells de guerra, un mercant bàltic i un ferri. Els arqueòlegs creuen que els vaixells van ser col·locats allí per bloquejar el canal contra els assaltants enemics. Avui, els cinc vaixells, coneguts com els vaixells de Skuldelev, han estat restaurats i s'exhibeixen en el Museu de Vaixells Vikings de Roskilde.